# Hojo

Familiewapen van de Hojo, de Mitsu-uroko, of drie vis schubben

De gevreesde Rokuhara Tandai, een soort geheime dienst van de Hojo

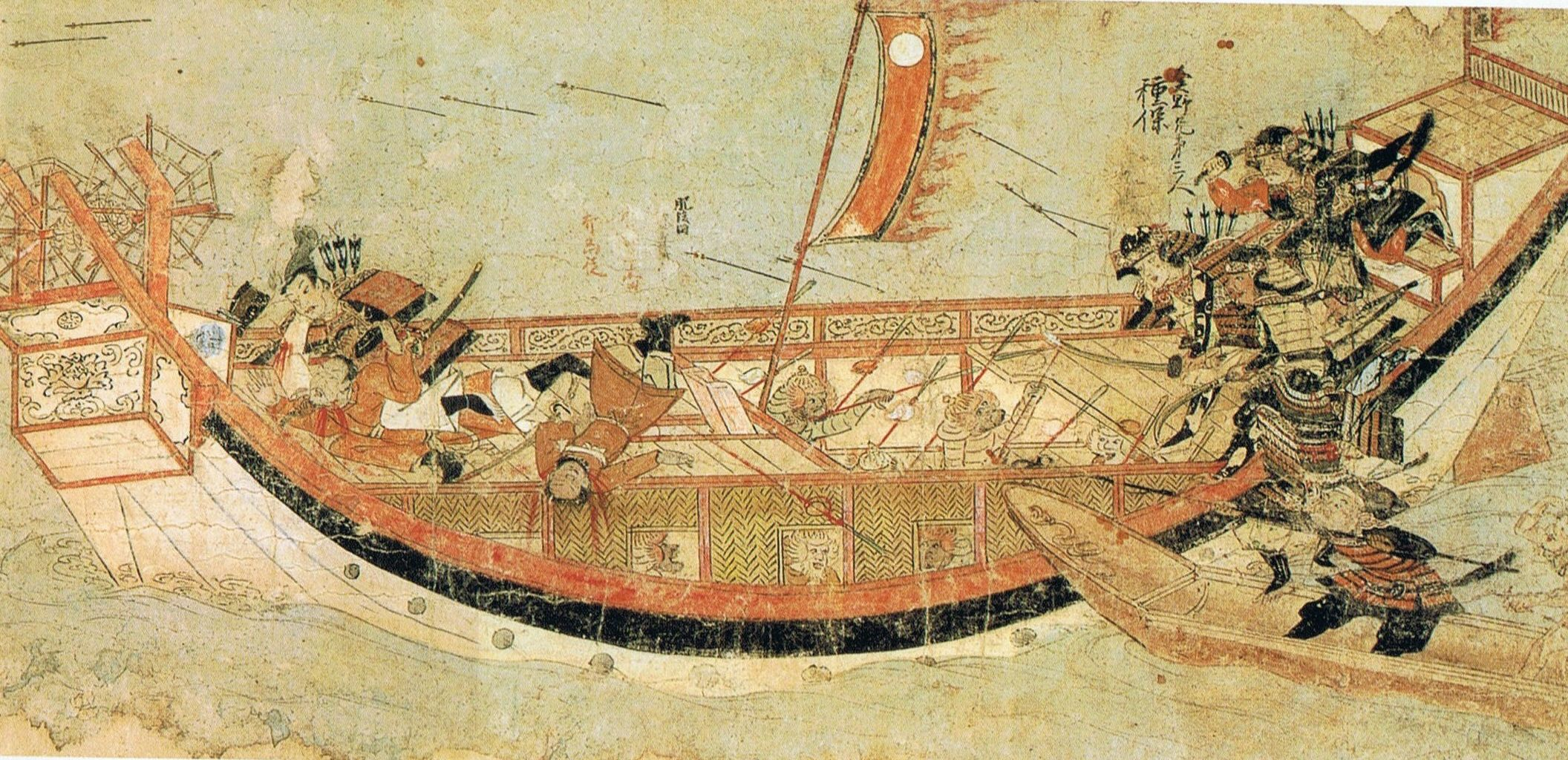
Mongoolse invasie tijdens de heerschappij van Hojo Tokimune

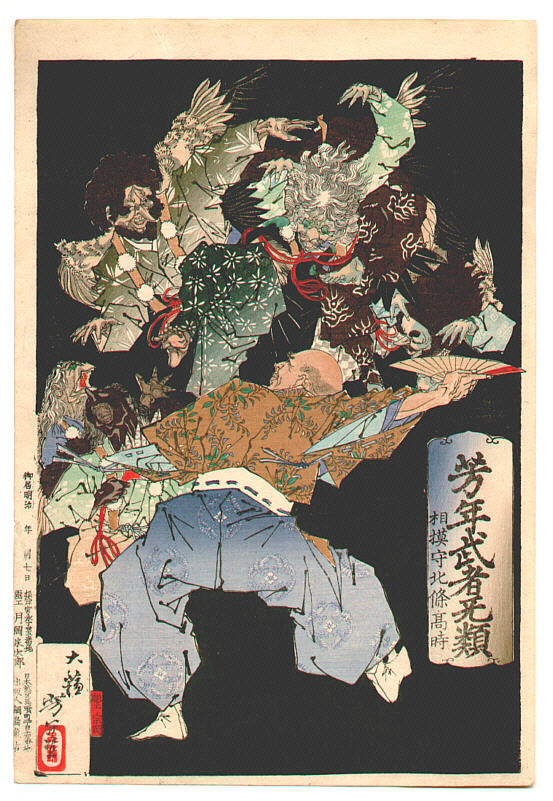
Hojo Takatoki vecht met een groep tengu

De Hojo-clan (Japans: 北条氏, hōjō shi) was een Japanse familie die gedurende het Kamakura-shogunaat de erfelijke titel van shikken, regent van de Shogun, hield. Daarmee hadden ze van 1226 tot 1333 feitelijk de macht in handen in Japan. De Hojo zijn bekend voor het weerstaan van de mongoolse invasies en het verspreiden van Zen-boeddhisme en Bushido, maar ook voor extreme decadentie en achterkamertjespolitiek.

## Genealogie
De Hojo waren een afsplitsing van de Kammu, een tak van de Taira, de aartsvijanden van de Minamoto, en kwamen oorspronkelijk uit de provincie Izu. Ze wisten invloed te krijgen door de kant van Minamoto no Yoritomo te kiezen in de slag bij Dan-no-ura, tegen hun verwanten de Taira. Achttien jaar later namen de Hojo de macht over na de dood van Yoritomo.

## Weg naar de macht
Hojo Tokimasa hielp Minamoto no Yoritomo tegen de Taira. Yoritomo was getrouwd met de dochter van Tokimasa, Masako, en was dus een schoonzoon van Tokimasa. Na het verslaan van de Taira kreeg Yoritomo de titel Shogun, militair dictator, en daarmee de macht in Japan. Na de dood van Yoritomo werd deze opgevolgd als shogun door zijn zeventienjarige zoon, Minamoto no Yoriie, een kleinzoon van Tokimasa. Tokimasa werd regent, shikken, voor de nog jonge Yoriie, en daarmee nam de Hojo-clan effectief en permanent de macht over. De Minamoto en zelfs het keizerlijk hof waren slechts stromannen en gijzelaars van de Hojo.
Tijdens het Kamakura-shogunaat ontstond dus de vreemde situatie dat zowel de keizer van Japan (titulair hoofd van Japan) als de shogun (militair leider die de macht had overgenomen van de keizer) slecht stromannen en symbolische leiders waren. De regent van de shogun, de shikken, had de absolute macht.

## Belangrijke vroege gebeurtenissen
De beschermer van de keizer (de shogun) was nu dus zelf machteloos en slechts een stroman van de shikken geworden. Hierdoor ontstonden wrijvingen tussen het hof te Kyoto en het shogunaat te Kamakura. In 1221 brak uiteindelijk de Jokyu-oorlog uit tussen keizer Go-Toba en de tweede regent Hojo Yoshitoki. De Hojo wonnen de oorlog gemakkelijk en vervolgens werd het keizerlijk hof onder de directe controle gebracht van het shogunaat. De officieren van de shogun verkregen veel civiele bevoegdheden en het hof werd verplicht toestemming te vragen aan Kamakura voor al haar acties. Hoewel het geen politieke macht meer had behield het hof wel haar uitgebreide landgoederen.
Verschillende belangrijke administratieve veranderingen werden doorgevoerd tijdens het regentschap van de Hojo. In 1225 richtte de derde regent, Hojo Yasutoki, de raad van state op, waarmee het mogelijk werd dat andere militaire heersers rechterlijke en uitvoerende macht konden uitoefenen te Kamakura. De regent zat de raad voor, wat een effectieve manier van collectief leiderschap bleek te zijn. In 1232 werd het eerste militaire wetboek, de Goseibai Shikimoku, gepubliceerd, wat duidelijk de verandering van hofcultuur naar militaire cultuur benadrukt. Deze wetgeving veranderde weinig in de daarop volgende 635 jaar.

## Ondergang
In 1333 werden de Hojo verraden door een vazal, Ashikaga Takauji, die de opdracht had gekregen keizer Go-Daigo te verslaan maar in plaats daarvan de kant van de keizer koos. In hetzelfde jaar werd Kamakura binnengevallen door Nitta Yoshisada. De volledige Hojo-clan, bijna 900 man, pleegde zelfmoord in de familietempel Tosho-ji.

## Regenten (shikken)
1 Hojo Tokimasa (1138-1215) (r. 1203-1205)

2 Hojo Yoshitoki (1163-1224) (r. 1205-1224)

3 Hojo Yasutoki (1183-1242) (r. 1224-1242)

4 Hojo Tsunetoki (1224-1246) (r. 1242-1246)

5 Hojo Tokiyori (1227-1263) (r. 1246-1256)

6 Hojo Nagatoki (1229-1264) (r. 1256-1264)

7 Hojo Masamura (1205-1273) (r. 1264-1268)

8 Hojo Tokimune (1251-1284) (r. 1268-1284)

9 Hojo Sadatoki (1271-1311) (r. 1284-1301)

10 Hojo Morotoki (1275-1311) (r. 1301-1311)

11 Hojo Munenobu (1259-1312) (r. 1311-1312)

12 Hojo Hirotoki (1279-1315) (r. 1312-1315)

13 Hojo Mototoki (?-1333) (r. 1315-1316)

14 Hojo Takatoki (1303-1333) (r. 1316-1326)

15 Hojo Sadaaki (1278-1333) (r. 1326)

16 Hojo Moritoki (?-1333) (r. 1326-1333)

## Rensho
De Hojo leverden ook de rensho, assistenten van de Shikken:
1 Hojo Tokifusa (r. 1225–1240)

2 Hojo Shigetoki (r. 1247–1256)

3 Hojo Masamura (r. 1256–1264)

4 Hojo Tokimune (r. 1264–1268)

5 Hojo Masamura (r. 1268–1273)

6 Hojo Yoshimasa (r. 1273–1277)

7 Hojo Shigetoki (r. 1283–1287)

8 Hojo Nobutoki (r. 1287–1301)

9 Hojo Tokimura (r. 1301–1305)

10 Hojo Munenobu (r. 1305–1311)

11 Hojo Hirotoki (r. 1311–1312)

12 Hojo Sadaaki (r. 1315–1326)

13 Hojo Koresada (r. 1326–1327)

14 Hojo Shigetoki (r. 1330–1333)

## Overige bekende leden
Buiten de hierboven genoemde regenten en rensho speelden de volgende leden een belangrijke rol in de Hojo-clan:
- Hojo Sanetoki
- Hojo Masako